# Hermann Emil Fischer
Hermann Emil Fischer (Euskirchen, 9 oktober 1852 – Berlijn, 15 juli 1919) was een Duitse scheikundige. Fischer heeft in 1902 de Nobelprijs voor Scheikunde ontvangen voor zijn werk aan suiker en purine. Door zijn collega's werd hij in de Jaren 10  "de stralende ster aan het firmanent van de chemie" genoemd.

## Leven en carrière
Fischer is geboren en getogen in Euskirchen, als het jongste kind van Laurenz Fischer (handelaar) en Julie Poensgen en hun enige zoon met vijf zussen. In 1869 behaalde hij zijn diploma aan de middelbare school; hij studeerde af als beste van zijn klas.
Hij ging in de leer als koopman, maar stopte er in 1871 mee. Vanaf Pasen van dat jaar ging hij chemie studeren aan de universiteit van Bonn, waar hij in 1874 promoveerde bij Adolf von Baeyer. Zijn promotieonderzoek richtte zich op acyclisering van phtaleïnekleurstoffen. Dit was overigens zijn tweede promotieonderwerp. Zijn eerste promotie moest hij opgeven omdat tijdens zijn experimenten een belangrijk apparaat onherstelbaar beschadigd was geraakt.
In 1876 habiliteerde hij in München op het onderwerp hydrazine waarna hij ook wetenschappelijk onderwijs mocht geven. Hij bleef in München en werd kort daarop, in 1879 aangesteld als hoogleraar analytische chemie. Een aanstelling om directeur van het wetenschappelijk laboratorium van BASF te worden wees hij af omdat hij de voorkeur gaf aan academisch onderzoek. In 1882 ging hij naar de universiteit van Erlangen.
Tussen 1884 en 1894 richtte hij zich op het onderzoek naar de structuur van suikers en purinen. Aan de hand van zijn onderzoek formuleerde hij theorieën over de molecuulstructuur van alle suikers. Dit deed hij ondanks het feit dat hij gehinderd werd door de relatieve primitiviteit van de beschikbare apparatuur. Het zou tot de jaren 1960 duren voor de mogelijkheid bestond om Fischers resultaten analytisch te bevestigen. Toen die mogelijkheid ontstond, bleken zijn voorspellingen zonder uitzondering correct. Voor het beschrijven van driedimensionale structuren van suikers wordt nog steeds de Fischerprojectie gebruikt.
In 1888 werd hij benoemd tot hoogleraar scheikunde aan de Universiteit van Würzburg. Datzelfde jaar bewees hij de scheikundige relatie aan tussen glucose, fructose en mannose. In 1892 maakte Fischer zijn laatste overstap, en wel naar de universiteit van Berlijn. In 1903 synthetiseerde hij daar het eerste barbituurzuur, het Diethyl-Barbituurzuur (Veronal), wat zorgde voor de ontwikkeling van betaalbare kalmeringsmiddelen voor slapeloosheid en angsten.

### Fundamenteel wetenschappelijk onderzoek
Fischer zette zich in voor het bevorderen en financieel ondersteunen van fundamenteel wetenschappelijk onderzoek (Grundlagenforschung), hij was betrokken bij de oprichting van het Kaiser-Wilhelm-Gesellschaft, Kaiser-Wilhelm-Instituut voor Chemie en het Kaiser-Wilhelm-Instituut voor Natuurkunde in Berlijn-Dahlem (1917). In het laatste instituut slaagden het onderzoeksteam Otto Hahn, Lise Meitner en Fritz Strassmann voor het eerst in een wetenschappelijk experiment een atoomkern te splitsen. Verder werd hij meermaals tot voorzitter van het Deutschen Chemischen Gesellschaft gekozen.
Fischer bleef de rest van zijn leven in Berlijn. In 1919 voerde Fisher, lijdend aan kanker, zelfdoding uit.

## Wetenschappelijke resultaten
Tijdens zijn leven heeft Fischer de structuren van suikers en purinen bepaald. Hij heeft ook een aanzienlijk aantal chemische reacties ontwikkeld, die naar hem vernoemd zijn:
- Fischer-indoolsynthese
- Fischer-oxazoolsynthese
- Fischer-peptidesynthese
- Fischer-fenylhydrazine en -oxazoonreactie
- Fischer-reductie
- Fischer-verestering (ook aangeduid als de Fischer-Speier-verestering)

Ook ontwikkelde hij een methode om de stof di-ethylbarbituurzuur te synthetiseren. Dit slaapmiddel, dat onder de naam veronal op de markt kwam, was een enorm commercieel succes.
De Fischernomenclatuur en Fischerprojectie zijn ook vernoemd naar Fischer.
In 1902 ontving Fischer de Nobelprijs voor de Scheikunde "ter erkenning van de buitengewone verdiensten die hij zichzelf aangemeten heeft door zijn onderzoek naar suiker- en purinegroepen".

## Anekdotes
Fischer brak in 1871 zijn leeraanstelling als koopman af, omdat bleek dat hij er geen aanleg voor had. Bij die gelegenheid schijnt zijn vader tegen hem gezegd te hebben: Jij bent te dom voor zaken, ga jij maar studeren.
1901: Van 't Hoff ·
1902: E. Fischer ·
1903: Arrhenius ·
1904: Ramsay ·
1905: Baeyer ·
1906: Moissan ·
1907: Buchner ·
1908: Rutherford ·
1909: Ostwald ·
1910: Wallach ·
1911: Curie ·
1912: Grignard, Sabatier ·
1913: Werner ·
1914: Richards ·
1915: Willstätter ·
1918: Haber ·
1920: Nernst ·
1921: Soddy ·
1922: Aston ·
1923: Pregl ·
1925: Zsigmondy ·
1926: Svedberg ·
1927: Wieland ·
1928: Windaus ·
1929: Harden, Euler-Chelpin ·
1930: H. Fischer · 
1931: Bosch, Bergius ·
1932: Langmuir ·
1934: Urey ·
1935: F. Joliot-Curie, I. Joliot-Curie ·
1936: Debye ·
1937: Haworth, Karrer ·
1938: Kuhn ·
1939: Butenandt, Ružička ·
1943: Hevesy · 
1944: Hahn ·
1945: Virtanen ·
1946: Sumner, Northrop, Stanley ·
1947: Robinson · 
1948: Tiselius · 
1949: Giauque ·
1950: Diels, Alder ·
1951: McMillan, Seaborg ·
1952: Martin, Synge ·
1953: Staudinger ·
1954: Pauling ·
1955: Vigneaud ·
1956: Hinshelwood, Semjonov ·
1957: Todd ·
1958: Sanger ·
1959: Heyrovský ·
1960: Libby ·
1961: Calvin ·
1962: Perutz, Kendrew ·
1963: Ziegler, Natta ·
1964: Hodgkin ·
1965: Woodward ·
1966: Mulliken ·
1967: Eigen, Norrish, Porter ·
1968: Onsager ·
1969: Barton, Hassel ·
1970: Leloir ·
1971: Herzberg ·
1972: Anfinsen, Moore, Stein · 
1973: E.O. Fischer, Wilkinson · 
1974: Flory ·
1975: Cornforth, Prelog ·
1976: Lipscomb ·
1977: Prigogine · 
1978: Mitchell ·
1979: Brown, Wittig ·
1980: Berg, Gilbert, Sanger ·
1981: Fukui, Hoffmann ·
1982: Klug ·
1983: Taube ·
1984: Merrifield ·
1985: Hauptman, Karle ·
1986: Herschbach, Lee, Polanyi ·
1987: Cram, Lehn, Pedersen ·
1988: Deisenhofer, Huber, Michel ·
1989: Altman, Cech ·
1990: Corey ·
1991: Ernst ·
1992: Marcus ·
1993: Mullis, Smith ·
1994: Olah ·
1995: Crutzen, Molina, Rowland ·
1996: Curl, Kroto, Smalley ·
1997: Boyer, Walker, Skou ·
1998: Kohn, Pople ·
1999: Zewail ·
2000: Heeger, MacDiarmid, Shirakawa ·
2001: Knowles, Noyori, Sharpless ·
2002: Fenn, Tanaka, Wüthrich ·
2003: Agre, MacKinnon ·
2004: Ciechanover, Hershko, Rose ·
2005: Grubbs, Schrock, Chauvin ·
2006: Kornberg ·
2007: Ertl ·
2008: Shimomura, Chalfie, Tsien ·
2009: Steitz, Yonath, Ramakrishnan ·
2010: Heck, Negishi, Suzuki ·
2011: Shechtman ·
2012: Kobilka, Lefkowitz ·
2013: Karplus, Levitt, Warshel ·
2014: Betzig, Hell, Moerner ·
2015: Lindahl, Modrich, Sancar ·
2016: Sauvage, Stoddart, Feringa ·
2017: Dubochet, Frank, Henderson · 
2018: Arnold, Winter, Smith ·   
2019: Goodenough, Whittingham, Yoshino ·
2020: Charpentier, Doudna ·
2021: List, MacMillan ·
2022: Bertozzi, Meldal, Sharpless ·
2023: Bawendi, Brus, Jekimov ·
2024: Baker, Hassabis, Jumper